# Slovenské železnice (Slovensko)
Slovenské železnice, zkráceně SŽ, byly státní železnice první Slovenské republiky v letech 1939 až 1945. Vznikly po rozpadu Československa 14. 3. 1939 a následném rozdělení Československých státních drah (ČSD). Organizačně byly podřízeny Ministerstvu dopravy a veřejných prací v Bratislavě.

## Dějiny
Hlavním úkolem nově vzniklých státních drah bylo navázat spojení do oblastí, kam se bylo možné kvůli novému vytyčení hranic (První vídeňská arbitráž, slovensko-maďarská válka) dostat pouze přes cizí území. To se dotklo zejména oblastí, které se opět staly součástí Maďarska, protože hlavní železniční uzly jako Lučenec, Košice a Michaľany, byly nyní mimo Slovensko. Byla zahájena výstavba náhradních železničních tratí. Již v letech 1939 a 1940 byly otevřeny krátké železniční spojky, umožňující objíždět zabraný Lučenec a Michaľany a pilně se začalo pracovat na novostavbách železnic Kapušany pri Prešove – Strážské, Plavecký Mikuláš – Jablonica, Slavošovce – Lubeník, Revúca – Tisovec, Podolínec – Orlov a Hronská Dúbrava – Banská Štiavnica. Dokončit se však SŽ podařilo jen první z nich. Zvýšené zatížení zbývajících tratí si vyžádalo provedení jejich rozsáhlé rekonstrukce. Za nejvýznamnější lze považovat zdvojkolejnění tratě Bratislava-Rača - Leopoldov. Kromě toho byla v roce 1940 dokončena horská dráha z Banské Bystrice do Dolné Štubně, jejíž stavba začala již v roce 1936.
Nákladní doprava byla intenzivní, zejména od začátku druhé světové války. Asi 70% přepravovaného zboží tvořil vývoz do Německa. Osobní přeprava byla charakterizována každoročními rozsáhlými sezónními přepravami zemědělských i průmyslových dělníků ze Slovenska, Polska, Ukrajiny a Ruska do Německa. Roku 1942 proběhly prostřednictvím SŽ transporty slovenských Židů do německých vyhlazovacích táborů.
Dne 9. května 1945 byly SŽ znovu začleněny do znovuzřízených ČSD.